# Gory Konovalova
Gory Konovalova är ett berg i Antarktis. Det ligger i Östantarktis. Australien gör anspråk på området. Toppen på Gory Konovalova är 157 meter över havet.
Terrängen runt Gory Konovalova är kuperad åt sydost, men åt nordväst är den platt. Havet är nära Gory Konovalova åt nordväst. Trakten är obefolkad. Det finns inga samhällen i närheten.